# Rhagodes phipsoni
Rhagodes phipsoni är en spindeldjursart som först beskrevs av Pocock 1895.  Rhagodes phipsoni ingår i släktet Rhagodes och familjen Rhagodidae. Inga underarter finns listade i Catalogue of Life.